# Olympische Sommerspiele 1932/Boxen
Bei den X. Olympischen Sommerspielen 1932 in Los Angeles fanden acht Wettbewerbe im Boxen statt. Austragungsort war das Grand Olympic Auditorium in Downtown Los Angeles.

## Bilanz

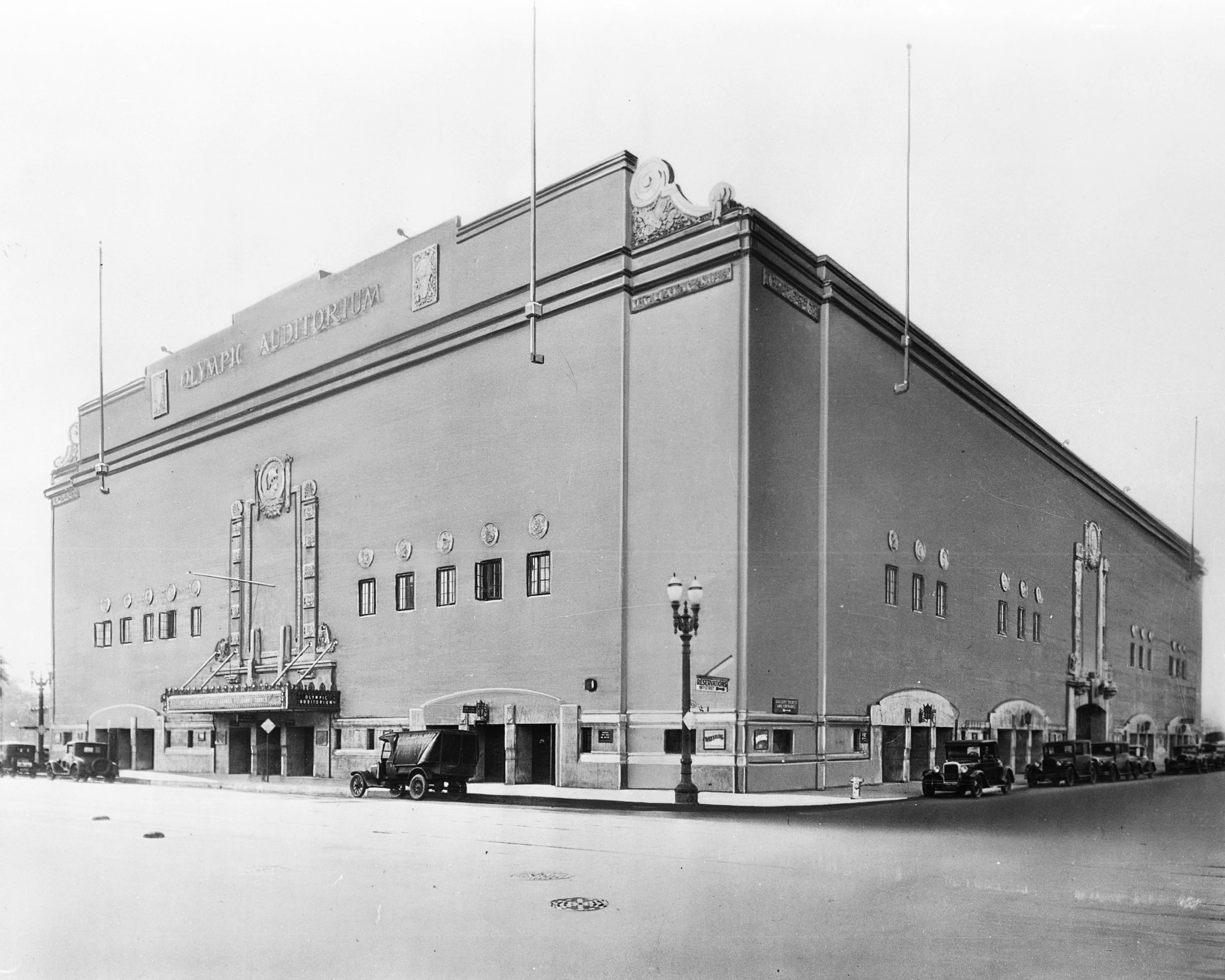
Grand Olympic Auditorium

### Medaillenspiegel
| Platz | Land                  | Gold | Silber | Bronze | Gesamt |
| ----- | --------------------- | ---- | ------ | ------ | ------ |
| 1     | Argentinien           | 2    | 1      | –      | 3      |
| 2     | Vereinigte Staaten    | 2    | –      | 3      | 5      |
| 3     | Südafrikanische Union | 2    | –      | 1      | 3      |
| 4     | Kanada                | 1    | –      | –      | 1      |
| 4     | Ungarn                | 1    | –      | –      | 1      |
| 6     | Deutsches Reich       | –    | 3      | –      | 3      |
| 7     | Königreich Italien    | –    | 2      | –      | 2      |
| 8     | Schweden              | –    | 1      | 1      | 2      |
| 9     | Mexiko                | –    | 1      | –      | 1      |
| 10    | Dänemark              | –    | –      | 1      | 1      |
| 10    | Finnland              | –    | –      | 1      | 1      |
| 10    | Philippinen           | –    | –      | 1      | 1      |

### Medaillengewinner
| Konkurrenz        | Gold             | Silber             | Bronze          |
| ----------------- | ---------------- | ------------------ | --------------- |
| Fliegengewicht    | István Énekes    | Francisco Cabaña   | Louis Salica    |
| Bantamgewicht     | Horace Gwynne    | Hans Ziglarski     | José Villanueva |
| Federgewicht      | Carmelo Robledo  | Josef Schleinkofer | Allan Carlsson  |
| Leichtgewicht     | Lawrence Stevens | Thure Ahlqvist     | Nathan Bor      |
| Weltergewicht     | Edward Flynn     | Erich Campe        | Bruno Ahlberg   |
| Mittelgewicht     | Carmen Barth     | Amado Azar         | Ernest Peirce   |
| Halbschwergewicht | David Carstens   | Gino Rossi         | Peter Jørgensen |
| Schwergewicht     | Santiago Lovell  | Luigi Rovati       | Frederick Feary |

## Ergebnisse

### Fliegengewicht (bis 50,80 kg)
| Platz | Land | Sportler            |
| ----- | ---- | ------------------- |
| 1     | HUN  | István Énekes       |
| 2     | MEX  | Francisco Cabañas   |
| 3     | USA  | Louis Salica        |
| 4     | GBR  | Tommy Pardoe        |
| 5     | RSA  | Ivan Duke           |
| 5     | JPN  | Kiyonobu Murakami   |
| 5     | ITA  | Edelweiss Rodriguez |
| 5     | GER  | Werner Spannagel    |

Datum: 9. bis 13. August 1932 

12 Teilnehmer aus 12 Ländern

### Bantamgewicht (bis 53,52 kg)
| Platz | Land | Sportler        |
| ----- | ---- | --------------- |
| 1     | CAN  | Horace Gwynne   |
| 2     | GER  | Hans Ziglarski  |
| 3     | PHI  | José Villanueva |
| 4     | USA  | Joseph Lang     |
| 5     | ITA  | Vito Melis      |
| 5     | JPN  | Akira Nakao     |
| 5     | FRA  | Paul Nicolas    |
| 5     | ARG  | Carlos Pereyra  |

Datum: 9. bis 13. August 1932 

10 Teilnehmer aus 10 Ländern

### Federgewicht (bis 57,15 kg)
| Platz | Land | Sportler           |
| ----- | ---- | ------------------ |
| 1     | ARG  | Carmelo Robledo    |
| 2     | GER  | Josef Schleinkofer |
| 3     | SWE  | Allan Carlsson     |
| 4     | ITA  | Gaspare Alessandri |
| 5     | USA  | John Hines         |
| 5     | CAN  | John Keller        |
| 5     | IRL  | Ernest Smith       |
| 5     | FRA  | Henri Walter       |

Datum: 9. bis 13. August 1932 

10 Teilnehmer aus 10 Ländern

### Leichtgewicht (bis 61,24 kg)
| Platz | Land | Sportler         |
| ----- | ---- | ---------------- |
| 1     | RSA  | Lawrence Stevens |
| 2     | SWE  | Thure Ahlqvist   |
| 3     | USA  | Nathan Bor       |
| 4     | ITA  | Mario Bianchini  |
| 5     | CAN  | Frankie Genovese |
| 5     | GER  | Franz Kartz      |
| 5     | FRA  | Gaston Mayor     |

Datum: 9. bis 13. August 1932 

13 Teilnehmer aus 13 Ländern

### Weltergewicht (bis 66,68 kg)
| Platz | Land | Sportler         |
| ----- | ---- | ---------------- |
| 1     | USA  | Edward Flynn     |
| 2     | GER  | Erich Campe      |
| 3     | FIN  | Bruno Ahlberg    |
| 4     | GBR  | Dave McCleave    |
| 5     | RSA  | Dick Barton      |
| 5     | ITA  | Luciano Fabbroni |
| 5     | DEN  | Carl Jensen      |
| 5     | FRA  | Lucien Laplace   |

Datum: 9. bis 13. August 1932 

16 Teilnehmer aus 16 Ländern

### Mittelgewicht (bis 72,57 kg)
| Platz | Land | Sportler        |
| ----- | ---- | --------------- |
| 1     | USA  | Carmen Barth    |
| 2     | ARG  | Amado Azar      |
| 3     | RSA  | Ernest Peirce   |
| 4     | FRA  | Roger Michelot  |
| 5     | GER  | Hans Bernlöhr   |
| 5     | MEX  | Manuel Cruz     |
| 5     | ITA  | Aldo Longinotti |
| 5     | HUN  | Lajos Szigeti   |

Datum: 9. bis 13. August 1932 

10 Teilnehmer aus 10 Ländern

### Halbschwergewicht (bis 79,38 kg)
| Platz | Land | Sportler            |
| ----- | ---- | ------------------- |
| 1     | RSA  | David Carstens      |
| 2     | ITA  | Gino Rossi          |
| 3     | DEN  | Peter Jørgensen     |
| 4     | IRL  | William Murphy      |
| 5     | GER  | Hans Berger         |
| 5     | ARG  | Rafael Lang         |
| 5     | GRE  | Nikolaos Mastoridis |
| 5     | USA  | Johnny Miler        |

Datum: 9. bis 13. August 1932 

8 Teilnehmer aus 8 Ländern

### Schwergewicht (über 79,38 kg)
| Platz | Land | Sportler        |
| ----- | ---- | --------------- |
| 1     | ARG  | Santiago Lovell |
| 2     | ITA  | Luigi Rovati    |
| 3     | USA  | Frederick Feary |
| 4     | CAN  | George Maughan  |
| 5     | FIN  | Gunnar Bärlund  |
| 5     | GER  | Heinz Kohlhaas  |

Datum: 9. bis 13. August 1932 

6 Teilnehmer aus 6 Ländern